# 地論宗
地論宗，漢傳佛教十三宗之一，以研習《十地經論》為主，屬如來藏唯識學派。隋唐之際，講《十地經論》的大德稱為「地論師」，其宗派則名為「地論宗」。

## 歷史
始於北魏菩提流支及勒那摩提譯出世親所著《十地經論》，《十地經論》為世親對《十地經》（《華嚴經》〈十地品〉之別譯）的註釋，內容是解釋菩薩修行的位階。由於菩提流支與勒那摩提（Ratnamati）二人對《十地經論》的見解不一，故不久就分為二派。本於菩提流支而始於道寵的流派，稱為「相州北道派」，而源自勒那摩提而始於慧光的「地論宗」則稱為「相州南道派」。相州北道派和後來真諦三藏所傳攝論宗的持九識說，相州南道派和後來的法相宗反對另立第九識認為只有八識。
相州北道派後併入攝論宗。此後地論宗以相州南道派為主，慧光弟子法上，再傳隋代慧遠大師，與天台宗智顗、三論宗吉藏，合稱隋代三大法師。此外更有慧順、道慎、靈祐、慧藏、智炬等皆為地論宗大師，後併入華嚴宗。

## 著作
《大乘起信論》可能是地論宗論師所作。

## 外部連結
- 廖明活：〈地論師、攝論師的判教學說（页面存档备份，存于）〉。